# Медногорск
Медногорск (на руски: Медногорск) е град в Русия, разположен в градски окръг Медногорск, Оренбургска област. Населението му към 1 януари 2018 година е 25 272 души.